# Zinkhydrid
Zinkhydrid ist eine anorganische chemische Verbindung aus der Gruppe der Hydride.

## Gewinnung und Darstellung
Zinkhydrid kann durch Reaktion von Zink(II)-iodid oder Zinkdimethyl mit Lithiumaluminiumhydrid in Ether bei tiefen Temperaturen gewonnen werden.
{\displaystyle \mathrm {ZnI_{2}+2\ LiAlH_{4}\longrightarrow ZnH_{2}+2\ AlH_{3}+2\ LiI} }
{\displaystyle \mathrm {Zn(CH_{3})_{2}+2\ LiAlH_{4}\longrightarrow ZnH_{2}+2\ LiAlH_{3}CH_{3}} }

## Eigenschaften
Zinkhydrid ist ein weißer Feststoff, der mit Wasser oder Luftfeuchtigkeit unter Wasserstoffabgabe reagiert. Im Vakuum zerfällt es ab 90 °C in seine Elemente. Bei Kontakt mit Säuren und Basen zersetzt es sich rasch. Da die Valenzschale von Zink nicht vollständig besetzt ist, bildet es eine ähnliche polymere Struktur mit kovalenten Dreizentrenbindungen wie Aluminiumhydrid aus. Man spricht von einem kovalent polymeren Hydrid.